# Замок Рафоу
Замок Рафоу (англ. Raphoe Castle) — замок Бішоп-палас, замок Єпископа — один із замків Ірландії, розташований в графстві Донегол. Замок був побудований на початку XVII століття, десь в 1630-тих роках для преподобного доктора Джона Леслі, лорд-єпископа Рафоу. Замок був побудований з дикого каменю, що був взятий зі зруйнованої оборонної круглої вежі — більш давньої оборонної споруди, що стояла на цьому місці. Єпископа Леслі осадили в цьому замку під час ірландського повстання в 1641 році. Але потім його звільнили від облоги його союзники. Єпископа Леслі знову обложили в цьому ж самому замку під час завоювання Олівером Кромвелем Ірландії. Ця облога датується 1650 роком. Був зруйнований прихильниками короля Джеймса ІІ (так званими якобітами) в 1689 році під час якобінських (вільямітських) війн в Ірландії. Замок частково відновили, але потім, більше ніж через сто років замок був знову атакований повстанцями у 1798 році під час повстання за незалежність Ірландії, очолюване товариством «Організація об'єднаних ірландців». Замок остаточно був зруйнований під час випадкової пожежі 1838 року.